# More (album de Pulp)
Pour les articles homonymes, voir More.
Albums de Pulp
Hits
(2002)
More. est le huitième album studio du groupe anglais de rock Pulp sorti le 6 juin 2025. Produit par James Ford, il marque le grand retour discographique du groupe avec son premier album studio en 24 ans et succède à We Love Life sorti en 2001.
Il est dédié à Steve Mackey, qui était le bassiste du groupe, mort à 56 ans le 2 mars 2023.
Acclamé par la critique, il connait le succès commercial dans plusieurs pays, se classant notamment numéro un au Royaume-Uni, une première pour le groupe depuis l'album This Is Hardcore sorti en 1998,

## Liste des titres
Toutes les chansons sont écrites par Jarvis Cocker et composées par Pulp (Jarvis Cocker, Nick Banks, Candida Doyle, Mark Webber) avec divers contributeurs mentionnés
| 1.    | Spike Island                                 | - Pulp - Adam Betts                   | 4:42 |
| 2.    | Tina                                         | - Pulp - Betts                        | 3:32 |
| 3.    | Grown Ups                                    | - Pulp - Steve Mackey                 | 5:56 |
| 4.    | Slow Jam                                     | - Pulp - Serafina Steer               | 5:06 |
| 5.    | Farmers Market                               | Pulp                                  | 4:30 |
| 6.    | My Sex                                       | - Pulp - Betts                        | 4:25 |
| 7.    | Got to Have Love                             | - Pulp - Betts - Nick Ingman - Mackey | 4:52 |
| 8.    | Background Noise                             | Pulp                                  | 3:41 |
| 9.    | Partial Eclipse                              | - Pulp - Steer                        | 4:38 |
| 10.   | The Hymn of the North (avec Chilly Gonzales) | - Pulp - Betts                        | 5:40 |
| 11.   | A Sunset                                     | - Pulp - The Earth - Richard Hawley   | 3:14 |
| 50:16 |                                              |                                       |      |

| 12. | Open Strings |  |

## Classements hebdomadaires
| Classement (2025)             | Meilleure place |
| ----------------------------- | --------------- |
| Allemagne (Media Control AG)  | 9               |
| Australie (ARIA)              | 33              |
| Autriche (Ö3 Austria Top 40)  | 5               |
| Belgique (Flandre Ultratop)   | 15              |
| Belgique (Wallonie Ultratop)  | 17              |
| Écosse (OCC)                  | 1               |
| Danemark (Tracklisten)        | 27              |
| France (SNEP)                 | 26              |
| Irlande (Irish Albums Chart)  | 6               |
| Nouvelle-Zélande (RIANZ)      | 11              |
| Pays-Bas (Mega Album Top 100) | 15              |
| Portugal (AFP)                | 16              |
| Royaume-Uni (UK Albums Chart) | 1               |
| Suisse (Schweizer Hitparade)  | 7               |